# 白樺 (雑誌)
『白樺』（しらかば）は、1910年（明治43年）4月に創刊され、1923年（大正12年）8月に廃刊となった文芸雑誌・美術雑誌。

## 解説
本誌は武者小路実篤、志賀直哉、木下利玄、正親町公和、細川護立ら上流階級の青年たちによって創刊された。有島武郎ら学習院の関係者が多く集い、岸田劉生も表紙装丁を担当したり、文章を掲載したりした。その他のメンバーに、有島生馬、里見弴、長與善郎、柳宗悦、園池公致、児島喜久雄、郡虎彦ら。
白樺派の活動の中心として第一次世界大戦期の日本文学で大きな役割を果たした。個性主義・自由主義を基調とした。1923年（大正12年）8月まで続き、全160号が発刊された。161号も刊行予定だったが、関東大震災の影響により廃刊となった。印刷を担ったのは嶋連太郎が創立した三秀舎である。
創刊号の表紙には白樺の若木が描かれた。武者小路実篤による夏目漱石『それから』の評論や、志賀直哉の『網走まで』が掲載された。
上流階級の子弟による文学を否定的にとらえて、「白樺」をさかさに読み「ばからし」と批判する向きもあった。
オーギュスト・ロダン、ポール・セザンヌなどヨーロッパ美術の紹介や美術展の開催など、美術界にも大きな影響を与えた。